# جيمس نيكولاس كيهو
جيمس نيكولاس كيهو (بالإنجليزية: James Nicholas Kehoe)‏ هو قاضي ومحامي وسياسي أمريكي، ولد في 15 يوليو 1862 في الولايات المتحدة، وتوفي في 16 يونيو 1945 بسينسيناتي في الولايات المتحدة. حزبياً، نشط في الحزب الديمقراطي. انتخب عضو مجلس النواب الأمريكي.